# Sofonisba
Sofonisba, Sofonisbe, död 203 f.Kr., var en legendarisk kartagiska, gift med den numidiske hövdingen Masinissa. Hon begick självmord genom gift då romarna begärde att få henne utlämnad. Hon har sedan 1500-talet blivit föremål för mängder med dramatiseringar inom opera, teater och litteratur. 
Sofonisba var dotter till Hasdrubal Gisco Gisgonis.  Hon förlovades av sin far med Masinissa, kung över den östnumidiska stammen Massylii, av politiska skäl. År 206 bröt Masinissa med Kartago och allierade sig i stället med Rom.  Hasdrubal bröt då trolovningen och gifte istället bort Sofonisba med Syfax, kung över den västnumidiska stammen Masaesyli.  Syfax blev år 203 besegrad av Masinissa i allians med romarna under Scipio Africanus under det andra puniska kriget.  Masinissa gifte sig då med Sofonisba.  Roms representant Scipio Africanus vägrade acceptera äktenskapet och begärde istället att Sofonisba skulle överlämnas åt honom som fånge och uppträda i det romerska triumftåget över Syphax i Rom.  Masinissa förklarade för Sofonisba att det var omöjligt för honom att vägra utlämna henne till Rom, varefter han gav henne en giftbägare och bad henne att dö på ett sätt som var värdigt en sann kartagisk furstinna.  Sofonisba ska ha tagit emot bägaren med värdighet och tömt den med stort mod.  Masinissa överlämnade därefter hennes lik till romarna. 
Sofonisba har beskrivits av Polybius, Titus Livius Diodorus, Appian och Cassius Dio. Polybius hånade i sin beskrivning hennes make Syfax för att ha visat mindre mod än sin maka. 